# Sleep Through the Static
Sleep Through the Static是創作歌手傑克·強森（Jack Johnson）的第五張專輯。在美國由「Brushfire」唱片公司於2008年2月5日發行。強森在他的網站上更新後宣佈發行。這是他第一張不是在夏威夷而是在洛杉磯灌錄的專輯，在洛杉磯的錄音室的設備全採用太陽能發電；而專輯包裝亦棄用傳統膠盒，改以再造紙製成封套，以貫徹傑克·強森的環保音樂概念。
這張專輯曾經在12月時於BBC第一次現場演出給一些歌迷。之後世界各地的樂評家對這張專輯的反應多是冷淡的，收到的評論褒貶不一。
第一支單曲："If I Had Eyes"曾在2007年12月17日於強森的MySpace釋出。
專輯曾經登上美國告示牌200大排行榜（Billboard 200）第一名，並且在第一周就銷售出了375000份，其中包括139000次下載。這破了每週專輯下載銷量的紀錄。 577000的分的銷量一度也讓這張專輯登上了世界排行第一名。
Sleep Through the Static第二周在告示牌200大排行還是第一名，那時已經銷售超過180000張專輯。 而第三周時還是排行第一，銷售了105000張專輯。 在第四周時名次下滑到第3名，銷售92000張。

## 曲目列表
1. "All at Once" - 3:38
2. "Sleep Through the Static" - 3:43
3. "Hope"（與Zach Rogue）- 3:42
4. "Angel"  - 2:02
5. "Enemy"  - 3:48
6. "If I Had Eyes"  - 3:59
7. "Same Girl"  - 2:10
8. "What You Thought You Need"  - 5:27
9. "Adrift"  - 3:56
10. "Go On "  - 4:35
11. "They Do, They Don't"  - 4:10
12. "While We Wait"  - 1:26
13. "Monsoon"（與Merlo Podlewski）- 4:17
14. "Losing Keys"  - 4:28

## 排名資訊
| 2008年                | 最高名次 |
| --------------------- | -------- |
| 澳洲排行榜            | 1        |
| 比利時排行榜          | 50       |
| 巴西排行榜            | 5        |
| 加拿大排行榜          | 1        |
| 德國排行榜            | 4        |
| 希臘排行榜            | 9        |
| 愛爾蘭排行榜          | 1        |
| 紐西蘭排行榜          | 1        |
| 挪威排行榜            | 17       |
| 西班牙排行榜          | 14       |
| 瑞典排行榜            | 13       |
| 英國排行榜            | 1        |
| 美國告示牌200大排行榜 | 1        |
| 世界排行榜            | 1        |

| 國家/地區 | 提供商        | 認證 | 銷售/出貨  |
| --------- | ------------- | ---- | ---------- |
| 澳洲      | ARIA          | 白金 | 70,000+    |
| 英國      | BPI           | 金牌 | 167,000    |
| 美國      | RIAA          | 白金 | 1,500,000+ |
| 日本      | Oricon        |      | 54,469     |
| 全世界    | Media Traffic | 白金 | 2,412,800  |